# Ara, Jharkhand
Ara là một census town ở quận Hazaribag ở bang Jharkhand, Ấn Độ.

## Cơ cấu dân số
Theo cuộc điều tra dân số năm 2001 ở Ấn Độ,India Ara có dân số 14.181 người. Nam giới chiếm 54% và nữ giới chiếm 46% dân số. Ara có tỷ lệ biết chữ bình quân 58%, thấp hơn mức trung bình quốc gia là 59,5%; với 63% đàn ông và 37% phụ nữ biết chữ. 15% dân số dưới 6 tuổi.
25°34′B 84°40′Đ / 25,567°B 84,667°Đ